# Chordophora glaucias
Chordophora glaucias là một loài bướm đêm trong họ Geometridae.